# Calytrix
Calytrix is een geslacht van struiken uit de mirtefamilie (Myrtaceae). De soorten zijn endemisch in Australië, waar ze voorkomen in de deelstaten Noordelijk Territorium, Queensland, Zuid-Australië en West-Australië.

## Soorten
- Calytrix achaeta (F.Muell.) Benth.
- Calytrix acutifolia (Lindl.) Craven
- Calytrix alpestris (Lindl.) Court
- Calytrix amethystina Craven
- Calytrix angulata Lindl.
- Calytrix arborescens (F.Muell.) Benth.
- Calytrix asperula (Schauer) Benth.
- Calytrix aurea Lindl.
- Calytrix birdii (F.Muell.) B.D.Jacks.
- Calytrix brachychaeta (F.Muell.) Benth.
- Calytrix brevifolia (Meisn.) Benth.
- Calytrix breviseta Lindl.
- Calytrix brownii (Schauer) Craven
- Calytrix brunioides A.Cunn.
- Calytrix carinata Craven
- Calytrix chrysantha Craven
- Calytrix ciliata (Turcz.) Benth.
- Calytrix conferta A.Cunn.
- Calytrix creswellii (F.Muell.) B.D.Jacks.
- Calytrix cupressifolia A.Rich.
- Calytrix curtophylla A.Cunn.
- Calytrix decandra DC.
- Calytrix decussata Craven
- Calytrix depressa (Turcz.) Benth.
- Calytrix desolata S.Moore
- Calytrix divergens Craven
- Calytrix diversifolia (Turcz.) B.D.Jacks.
- Calytrix drummondii (Meisn.) Craven
- Calytrix duplistipulata Craven
- Calytrix ecalycata Craven
- Calytrix empetroides (Schauer) Benth.
- Calytrix eneabbensis Craven
- Calytrix ericoides A.Cunn.
- Calytrix erosipetala Craven
- Calytrix exstipulata DC.
- Calytrix faucicola Craven
- Calytrix flavescens A.Cunn.
- Calytrix formosa Craven
- Calytrix fraseri A.Cunn.
- Calytrix glaberrima (F.Muell.) Craven
- Calytrix glabra R.Br.
- Calytrix glutinosa Lindl.
- Calytrix gracilis Benth.
- Calytrix granulosa Benth.
- Calytrix gurulmundensis Craven
- Calytrix gypsophila Craven
- Calytrix habrantha Craven
- Calytrix harvestiana (F.Muell.) Craven
- Calytrix inopinata Craven
- Calytrix involucrata J.M.Black
- Calytrix islensis Craven
- Calytrix laricina Benth.
- Calytrix leptophylla Benth.
- Calytrix leschenaultii (Schauer) Benth.
- Calytrix longiflora (F.Muell.) Benth.
- Calytrix megaphylla (F.Muell.) Benth.
- Calytrix merrelliana (F.Muell. & Tate) Craven
- Calytrix micrairoides Craven
- Calytrix microcoma Craven
- Calytrix mimiana Craven
- Calytrix mitchellii S.Moore
- Calytrix muricata (F.Muell.) Benth.
- Calytrix nematoclada Craven
- Calytrix oldfieldii Benth.
- Calytrix oncophylla Craven
- Calytrix parvivallis Craven
- Calytrix patrickiae Rye
- Calytrix paucicostata Craven
- Calytrix pimeleoides C.A.Gardner ex Keighery
- Calytrix platycheiridia Craven
- Calytrix plumulosa (F.Muell.) B.D.Jacks.
- Calytrix praecipua Craven
- Calytrix puberula (Meisn.) Benth.
- Calytrix pubescens G.Don
- Calytrix pulchella (Turcz.) B.D.Jacks.
- Calytrix purpurea (F.Muell.) Craven
- Calytrix rupestris Craven
- Calytrix sagei Rye
- Calytrix sapphirina Lindl.
- Calytrix scabra DC.
- Calytrix similis Craven
- Calytrix simplex Lindl.
- Calytrix smeatoniana (F.Muell.) Craven
- Calytrix stenophylla W.Fitzg.
- Calytrix stipulosa W.Fitzg.
- Calytrix stowardii S.Moore
- Calytrix strigosa A.Cunn.
- Calytrix sullivanii (F.Muell.) B.D.Jacks.
- Calytrix superba C.A.Gardner & A.S.George
- Calytrix surdiviperana Craven
- Calytrix sylvana Craven
- Calytrix tenuifolia (Meisn.) Benth.
- Calytrix tenuiramea (Turcz.) Benth.
- Calytrix tetragona Labill.
- Calytrix truncata A.Cunn.
- Calytrix truncatifolia Craven
- Calytrix uncinata Craven
- Calytrix variabilis Lindl.
- Calytrix verruculosa Craven
- Calytrix verticillata Craven
- Calytrix viscida Rye
- Calytrix violacea (Lindl.) Craven
- Calytrix warburtonensis Craven
- Calytrix watsonii (F.Muell. & Tate) C.A.Gardner
- Calytrix wickhamiana S.Moore

... · 
Acmena · 
Actinodium · 
Agonis · 
Allosyncarpia · 
Aluta · 
Angophora · 
Astartea · 
Astus · 
Babingtonia · 
Baeckea · 
Callistemom · 
Calytrix · 
Chamelaucium · 
Corymbia · 
Corynanthera · 
Cyathostemon · 
Darwinia · 
Enekbatus · 
Ericomyrtus · 
Eucalyptus (Eucalyptus) · 
Eugenia · 
Euryomyrtus · 
Feijoa · 
Homalocalyx · 
Homoranthus · 
Hypocalymma · 
Lamarchea · 
Leptospermum · 
Lophomyrtus · 
Malleostemon · 
Metrosideros · 
Micromyrtus · 
Myrceugenia · 
Myrciaria · 
Myrtus (Mirte) · 
Ochrosperma · 
Osbornia · 
Pileanthus · 
Pimenta · 
Psidium · 
Rinzia · 
Sannantha · 
Scholtzia · 
Syzygium · 
Thryptomene · 
Triplarina · 
Tristaniopsis · 
Verticordia · 
Waterhousea · 
Xanthostemon · 
...